# جمعه عجیب‌تر
جمعه عجیب‌تر (انگلیسی: Freakier Friday) یک فیلم فانتزی کمدی آمریکایی به کارگردانی نیشا گاناترا و نویسندگی جردن وایس است. این فیلم دنباله‌ای بر «جمعه عجیب» (۲۰۰۳) می‌باشد، که بر اساس رمان مری راجرز در سال ۱۹۷۲ ساخته شده و هفتمین فیلم کلی این مجموعه محسوب می‌شود. جیمی لی کرتیس، لیندزی لوهان، مارک هارمون، چاد مایکل موری، کریستینا ویدال، هیلی هادسون، استیون توبولوسکی، لوسیل سونگ و روزالیند چائو نقش‌های خود را از فیلم اصلی تکرار می‌کنند. جولیا باترز و منی جاسینتو به بازیگران می‌پیوندند.
این فیلم در تاریخ ۸ اوت ۲۰۲۵ (17 مرداد 1404) در ایالات متحده اکران شد.

## داستان
سال‌ها پس از اینکه تس و آنا دچار بحران هویت شدند، آنا اکنون مادر دختری نوجوان به نام هارپر است و در آستانه ازدواج با مردی بریتانیایی به نام اریک قرار دارد؛ مردی که خود دختری هم‌سن هارپر به نام لیلی دارد. این دو خانواده در حال یکی شدن هستند، اما با وقوع حادثه‌ای غیرمنتظره، همه چیز دگرگون می‌شود. 

## ساخت
فیلمبرداری در ۲۴ ژوئن ۲۰۲۴ در لس آنجلس آغاز شد، و در ۲۱ اوت به پایان رسید.